# Hội chứng sợ những đồ vật gia dụng và môi trường xung quanh nhà
Trong tâm thần học, Hội chứng sợ những đồ vật gia dụng và môi trường xung quanh nhà, có tên khoa học là oikophobia (đồng nghĩa với domatophobia và ecophobia), là một ác cảm với môi trường xung quanh nhà ở. Nó cũng có thể được sử dụng rộng rãi hơn để có nghĩa là một nỗi sợ hãi bất thường (một ám ảnh) đối với ngôi nhà, hoặc tất cả mọi thứ có trong một ngôi nhà ("sợ thiết bị gia dụng, thiết bị, bồn tắm, hóa chất gia dụng và các vật dụng phổ biến khác trong nhà"). Thuật ngữ này bắt nguồn từ tiếng Hy Lạp oikos, có nghĩa là gia đình, nhà cửa, hoặc gia đình, và phobia, có nghĩa là "sợ hãi".
Năm 1808 nhà thơ và nhà viết tiểu luận Robert Southey sử dụng từ ngữ này để mô tả một mong muốn rời khỏi nhà và đi du lịch của mình. Việc sử dụng của Southey như là một từ đồng nghĩa cho việc đi lang thang được các nhà văn thế kỷ XIX khác thu nhận.
Thuật ngữ này cũng đã được sử dụng trong các ngữ cảnh chính trị để chỉ trích những ý thức hệ chính trị mang tính phê bình đến việc loại bỏ văn hóa của chính mình và tán dương những nền văn hóa khác. Việc sử dụng đầu tiên như vậy là của Roger Scruton trong một cuốn sách năm 2004.

## Sử dụng trong tâm thần học
Trong tâm thần học, hội chứng sợ những đồ vật gia dụng và môi trường xung quanh nhà thường đề cập đến sự sợ hãi đối với không gian vật lý của nội thất nhà, và đặc biệt liên quan đến nỗi sợ hãi của thiết bị gia dụng, phòng tắm, thiết bị điện và các khía cạnh khác của ngôi nhà mà người mắc phải hội chứng này thường cảm thấy chúng là những mối nguy hiểm tiềm tàng. Thuật ngữ này được áp dụng đúng để chỉ nổi lo sợ các đối tượng trong nhà. Sợ hãi đối với ngôi nhà của chính mình được gọi là domatophobia. Trong thời kỳ sau Thế chiến II, một số nhà bình luận đã sử dụng thuật ngữ này để ám chỉ một "nỗi sợ hãi và ghê tởm việc nhà"  đối với những phụ nữ đã từng vừa làm việc nhà vừa làm việc bên ngoài và sau đó họ bị thu hút bởi lối sống của những người thích tận hưởng.

## Trong cách sử dụng của Southey
Southey sử dụng thuật ngữ này trong cuốn sách Những lá thư từ nước Anh (Letters from England) (1808), nói rằng nó là sản phẩm của "một nền văn minh hay sự giàu có nhất định", ám chỉ thói quen của những người giàu có đến thăm các thị trấn, spa và khu nghỉ mát bên bờ biển trong những tháng mùa hè. Ông cũng đề cập đến thời trang cho du lịch đẹp như tranh vẽ với phong cảnh hoang dã, chẳng hạn như vùng cao nguyên Scotland. Mối liên hệ giữa oikophobia của Namey với sự giàu có và tìm kiếm những trải nghiệm mới đã được các nhà văn khác đề cập đến, và được trích dẫn trong các từ điển. Một nhà văn vào năm 1829 đã xuất bản một bài luận về kinh nghiệm của mình khi chứng kiến hậu quả của trận Waterloo, nói rằng "tình yêu của sự vận động là tự nhiên, đối với một người Anh không có gì có thể xích anh ấy về nhà, nhưng tuyệt đối không thể sống được ở nước ngoài, hãy hành động theo tôi, tôi đã từ bỏ ám ảnh sợ về nhà và mùa hè năm 1815 là khi bạn tìm thấy tôi ở Brussels. " Năm 1959 tác giả người Anh-Ai Cập Bothaina Abd el-Hamid Mohamed đã sử dụng khái niệm của Namey trong cuốn sách Oikophobia của ông: Một cơn sốt văn học cho giáo dục thông qua du lịch.